# 马隆诺
马隆诺（義大利語：Malonno），是意大利布雷西亚省的一个市镇。总面积30平方公里，人口3345人，人口密度111.5人/平方公里（2009年）。国家统计（ISTAT）代码为017101。